# پرویز اسماعیلی
پرویز اسماعیلی سیاستمدار و دیپلمات ایرانی و سفیر پیشین جمهوری اسلامی ایران در کشور کرواسی است.

## زندگی
پرویز اسماعیلی برادر محسن اسماعیلی (حقوقدان و نماینده تهران در مجلس خبرگان) است.
او که در رشته مهندسی الکترونیک تحصیل کرده‌است، کار رسانه‌ای خود را از خبرنگاری در روزنامه انتخاب که از رسانه‌های جناح راست‌میانه دهه ۷۰ محسوب می‌شد آغاز کرد و در سال‌های نخست دهه هشتاد، دبیر سیاسی روزنامه جام جم شد. او سپس مدیرعاملی خبرگزاری «مهر» را بر عهده گرفت. دبیرکلی انجمن روزنامه‌نگاران مسلمان و مدیر مسئولی تهران‌تایمز نیز از دیگر فعالیت‌های رسانه‌ای او است.
او مدیر عامل پیشین خبرگزاری مهر و سخنگوی ستاد انتخاباتی محمدباقر قالیباف در انتخابات ریاست‌جمهوری ایران (۱۳۹۲) بود.
وی در سال ۱۳۸۹، جای خود را به رضا مقدسی داد.
در ۲ اردیبهشت ۱۳۹۳ محمد نهاوندیان، رئیس دفتر رئیس‌جمهور در حکمی پرویز اسماعیلی را به عنوان معاون ارتباطات و اطلاع‌رسانی دفتر رئیس‌جمهور منصوب کرد. او تا ۲۱ مهر ۱۳۹۸ معاون ارتباطات و اطلاع‌رسانی دفتر رئیس‌جمهور ایران بود و در دی ۱۳۹۸ سفیر ایران در کرواسی شد.